# 1746년
1746년은 토요일로 시작하는 평년이다.

## 연호
- 청(淸) 건륭(乾隆) 11년
- 일본(日本) 엔쿄(延享) 3년
- 후 레 왕조(後黎朝) 까인흥(景興) 7년

## 기년
- 류큐(琉球) 쇼케이왕(尚敬王) 34년
- 청(淸) 고종 건륭제(高宗 乾隆帝) 11년
- 조선(朝鮮) 영조(英祖) 22년
- 후 레 왕조(後黎朝) 현종(顯宗) 7년

## 탄생
- 1월 12일 - 스위스의 교육학자이자 사상가 요한 하인리히 페스탈로치. (~1827년)
- 2월 26일 - 오스트리아의 공주  마리아 아말리아 폰 외스터라이히. (~1804년)
- 3월 30일 - 에스파냐의 화가 프란시스코 고야. (~1828년)
- 5월 9일 - 프랑스의 수학자 가스파르 몽주. (~1828년)

## 사망
- 7월 9일 - 스페인 국왕 펠리페 5세